# Cyril Fähndrich
Cyril Fähndrich (ur. 27 września 1999) – szwajcarski biegacz narciarski, wicemistrz świata i brązowy medalista mistrzostw świata juniorów.

## Kariera
Po raz pierwszy na arenie międzynarodowej pojawił się 21 marca 2015 roku w Kandersteg, gdzie w zawodach juniorskich zajął 26. miejsce w biegu na 15 km techniką klasyczną. W 2018 roku wystąpił na mistrzostwach świata juniorów w Goms, zajmując 31. miejsce w biegu na 10 km klasykiem i 72. miejsce w biegu łączonym 2x10 km. Na rozgrywanych dwa lata później mistrzostwach świata juniorów w Lahti wywalczył brązowy medal na dystansie 30 km stylem klasycznym.
W zawodach Pucharu Świata zadebiutował 12 grudnia 2020 roku w Davos, zajmując 30. miejsce w sprincie stylem dowolnym. Tym samym już w debiucie zdobył pierwsze pucharowe punkty. Na podium indywidualnych zawodów tego cyklu pierwszy raz stanął 6 stycznia 2024 roku w Val di Fiemme, kończąc bieg na 15 km techniką klasyczną na trzeciej pozycji. Wyprzedzili go tam Norweg Erik Valnes i Szwed William Poromaa.
Wystartował na mistrzostwach świata w Planicy w 2023 roku, gdzie zajął 8. miejsce w sztafecie, 42. miejsce w biegu na 15 km techniką dowolną i 45. miejsce w biegu łączonym 2x15 km.
Jego siostra, Nadine Fähndrich, także jest biegaczką narciarską.

## Osiągnięcia

### Mistrzostwa świata
| Miejsce | Dzień     | Rok  | Miejscowość | Konkurencja              | Czas biegu | Strata   | Zwycięzca              |
| ------- | --------- | ---- | ----------- | ------------------------ | ---------- | -------- | ---------------------- |
| 45.     | 24 lutego | 2023 | Planica     | 30 km bieg łączony       | 1:09:40,3  | +10:17,8 | Simen Hegstad Krüger   |
| 42.     | 1 marca   | 2023 | Planica     | 15 km stylem dowolnym    | 32:17,4    | +3:06,8  | Simen Hegstad Krüger   |
| 8.      | 3 marca   | 2023 | Planica     | bieg sztafetowy 4×10 km  | 1:32:54,7  | +4:02,9  | Norwegia               |
| 48.     | 1 marca   | 2025 | Trondheim   | 20 km bieg łączony       | 44:22,3    | +3:16,7  | Johannes Høsflot Klæbo |
| 7.      | 4 marca   | 2025 | Trondheim   | 10 km stylem klasycznym  | 28:16,6    | +35,9    | Johannes Høsflot Klæbo |
| 2.      | 6 marca   | 2025 | Trondheim   | Bieg sztafetowy 4×7,5 km | 1:08:13,7  | +21,6    | Norwegia               |

### Mistrzostwa świata juniorów
| Miejsce | Dzień       | Rok  | Miejscowość | Konkurencja                            | Czas biegu | Strata   | Zwycięzca               |
| ------- | ----------- | ---- | ----------- | -------------------------------------- | ---------- | -------- | ----------------------- |
| 31.     | 30 stycznia | 2018 | Goms        | 10 km stylem klasycznym                | 24:58,8    | +2:08,2  | Jon Rolf Skamo Hope     |
| 72.     | 1 lutego    | 2018 | Goms        | 20 km bieg łączony                     | 58:45,7    | +10:20,7 | Harald Østberg Amundsen |
| 18.     | 20 stycznia | 2019 | Lahti       | Sprint stylem klasycznym               | 3:26,33    | –        | Aleksandr Tierientjew   |
| 3.      | 24 stycznia | 2019 | Lahti       | 30 km stylem klasycznym (start masowy) | 1:15:16,7  | +0,5     | Luca Del Fabbro         |
| 10.     | 26 stycznia | 2019 | Lahti       | bieg sztafetowy 4×5 km                 | 45:34,7    | +2:27,2  | Stany Zjednoczone       |

### Mistrzostwa świata młodzieżowców (do lat 23)
| Miejsce | Dzień     | Rok  | Miejscowość    | Konkurencja                          | Czas biegu | Strata  | Zwycięzca               |
| ------- | --------- | ---- | -------------- | ------------------------------------ | ---------- | ------- | ----------------------- |
| 17.     | 1 marca   | 2020 | Oberwiesenthal | Sprint stylem dowolnym               | 2:38,56    | —       | Vebjørn Hegdal          |
| 17.     | 3 marca   | 2020 | Oberwiesenthal | 15 km stylem klasycznym              | 36:26,4    | +2:49,0 | Siergiej Ardaszew       |
| 36.     | 4 marca   | 2020 | Oberwiesenthal | 30 km stylem dowolnym (start masowy) | 1:12:42,0  | +7:48,7 | Harald Østberg Amundsen |
| 12.     | 7 marca   | 2020 | Oberwiesenthal | bieg sztafetowy mieszany 4×5 km      | 54:40,5    | +3:04,0 | Norwegia                |
| 20.     | 11 lutego | 2021 | Vuokatti       | Sprint stylem klasycznym             | 3:01,72    | —       | Aleksandr Tierientjew   |
| 41.     | 12 lutego | 2021 | Vuokatti       | 15 km stylem dowolnym                | 35:27,6    | +2:54,2 | Hugo Lapalus            |
| 4.      | 24 lutego | 2022 | Lygna          | 15 km stylem klasycznym              | 40:23,0    | +30,2   | Arsi Ruuskanen          |
| 18.     | 26 lutego | 2022 | Lygna          | Sprint stylem dowolnym               | 2:14,95    | —       | Valerio Grond           |
| 4.      | 27 lutego | 2022 | Lygna          | bieg sztafetowy 4×3,3 km             | 49:20,5    | +30,6   | Norwegia                |

### Puchar Świata

#### Miejsca w klasyfikacji generalnej
| Sezon     | Miejsce |
| --------- | ------- |
| 2020/2021 | 145.    |
| 2021/2022 | 146.    |
| 2022/2023 | 61.     |
| 2023/2024 | 40.     |
| 2024/2025 | 103.    |

#### Miejsca na podium w etapach chronologicznie
| Nr | Dzień      | Rok  | Miejscowość   | Zawody      | Konkurencja                            | Czas biegu | Strata | Miejsce | Zwycięzca   |
| -- | ---------- | ---- | ------------- | ----------- | -------------------------------------- | ---------- | ------ | ------- | ----------- |
| 1. | 6 stycznia | 2024 | Val di Fiemme | Tour de Ski | 15 km stylem klasycznym (start masowy) | 50:50,6    | +1,1   | 3.      | Erik Valnes |